# Wola Hankowska
Wola Hankowska – wieś w Polsce położona w województwie śląskim, w powiecie częstochowskim, w gminie Mykanów.
W latach 1975–1998 miejscowość administracyjnie należała do województwa częstochowskiego.
Okupniki zniesiona w 2023 r. nazwa części wsi